# Kanton Rostrenen
Kanton Rostrenen (fr. Canton de Rostrenen) je francouzský kanton v departementu Côtes-d'Armor v regionu Bretaň. Tvoří ho šest obcí.

## Obce kantonu
- Glomel
- Kergrist-Moëlou
- Plouguernével
- Trémargat
- Plounévez-Quintin
- Rostrenen